# Berengário Estanhol
Berengário Estanhol (em catalão: Berenguer Estanyol) foi o substituto no Ducado de Atenas à pessoa de Manfredo de Aragão. Esteve à frente dos destinos do ducado de 1312 até 1317. Seguiu-se-lhe Guilherme II de Aragão.